# Премія Лайонела Ґелбера
Премія Лайонела Ґелбера (англ. Lionel Gelber Prize) — щорічна літературна премія за найкращу фахову публікацію англійською мовою на тему міжнародних відносин, котра робить внесок у поглиблення дискусії про вагомі міжнародні проблеми. 

## Історія
Нагорода була заснована у 1989 році відомим канадським дипломатом Лайонелом Ґелбером. Вручається щороку Фундацією імені Ґелбера у партнерстві із часописом «Foreign Policy» та Школою ґлобальних відносин ім. Мунка Торонтського університету. Переможець отримує приз у розмірі 15 000 доларів. Номінанти премії оцінюються журі, що складається із експертів з Канади, Великої Британії та США.

## Перелік переможців премії
- 1990: «The Search for Modern China» («У пошуках сучасного Китаю»). Джонатан Спенс[en].
- 1991: «Code of Peace: Ethics and Security in the World of Warlord States». Дороті В. Джонс.
- 1992: «Truman» (Трумен[en]). Девід Маккалоу.
- 1993: «Cruelty and Silence: War, Tyranny, Uprising and the Arab World». Кенан Макія[en].
- 1994: «Blood and Belonging: Journeys Into the New Nationalism». Майкл Ігнатьєв.
- 1995: «The Age of Extremes: The Short Twentieth Century, 1914–1991» («Епоха крайнощів. Коротке двадцяте століття. 1914—1991[en]»). Ерік Гобсбаум.
- 1996: «Inside the Kremlin's Cold War: From Stalin to Khrushchev». Владислав Зубок та Констянтин Плешаков.
- 1997: «Aftermath: The Remnants of War». Донован Вебстер[en].
- 1998: «Loosing the Bonds: The United States and South Africa In the Apartheid Years». Роберт Кінлох Массі[en].
- 1999: «King Leopold's Ghost: A Story of Greed, Terror and Heroism In Colonial Africa». Адам Гохшильд[en].
- 2000: «A Great Wall: Six Presidents and China|A Great Wall: Six Presidents and China: An Investigative History». Патрік Тайлер[en].
- 2001: «John Maynard Keynes, Fighting for Britain 1937-1946». Роберт Скідельський[en].
- 2002: «Special Providence: American Foreign Policy and How It Changed the World». Волтер Рассел Мід[en].
- 2003: «America Unbound: The Bush Revolution in Foreign Policy». Іво Даалдер та Джеймс М. Ліндсей[en].
- 2004: «Ghost Wars: The Secret History of the CIA, Afghanistan, and Bin Laden, from the Soviet Invasion to September 10, 2001». Стів Колл[en].[2]
- 2006: «Bury the Chains: Prophets and Rebels in the Fight to Free an Empire's Slaves». Адам Гохшильд[en].
- 2007: «The Looming Tower|The Looming Tower: Al Qaeda and the Road to 9/11». Ловренс Райт[en].
- 2008: «The Bottom Billion|The Bottom Billion: Why the Poorest Countries are Failing and What Can Be Done About It». Пол Кольєр[en].
- 2009: «A Choice of Enemies: America Confronts the Middle East». Ловренс Фрідман.
- 2010: «The Generalissimo: Chiang Kai-shek and the Struggle for Modern China». Джей Тейлор.[3]
- 2011: «Polar Imperative:  A History of Arctic Sovereignty in North America». Шела Ґрант.[4]
- 2012: «Deng Xiaoping and the Transformation of China». Езра Фоґель[en].[5][6]
- 2013: «Plutocrats: The Rise of the New Global Super-Rich and the Fall of Everyone Else». Христя Фріланд[7][8][9].
- 2014: «The Blood Telegram: Nixon, Kissinger, and a Forgotten Genocide». Gary J. Bass.[10]
- 2015: «The Last Empire: The Final Days of the Soviet Union». Сергій Плохій[11][12]
- 2016: «Objective Troy: A Terrorist, A President, and the Rise of the Drone». Скотт Шейн[en][13]
- 2017: «A Rage for Order: The Middle East in Turmoil, from Tahrir Square to ISIS». Роберт Ф. Ворт[en].
- 2018: «Red Famine: Stalin's War on Ukraine» («Червоний голод. Війна Сталіна проти України»). Енн Епплбаум[14][15][16].
- 2019: Crashed: How a Decade of Financial Crises Changed the World Адама Тузе, видана у Penguin Random House[17]
- 2020: The Light that Failed: A Reckoning Івана Крастева та Стівена Голмса[18]
- 2021: Trade Wars Are Class Wars: How Rising Inequality Distorts the Global Economy and Threatens International Peace Метью Кляйна та Майкла Петті
- 2022:  The American War in Afghanistan: A History Картера Малкасяна[19]